# Читем (округ)
Округ Читем (англ. Cheatham County) располагается в штате Теннесси, США. Официально образован 28-го февраля 1856 года. По состоянию на 2010 год, численность населения составляла 39 105 человек.

## География
По данным Бюро переписи США, общая площадь округа равняется 795,131 км2, из которых 782,181 км2 — суша, и 4,000 км2, или 1,460 % — это водоёмы.

## Население
По данным переписи населения 2000 года в округе проживает 35 912 жителей в составе 12 878 домашних хозяйств и 10 160 семей. Плотность населения составляет 46,00 человек на км2. На территории округа насчитывается 13 508 жилых строений, при плотности застройки около 17,00-ти строений на км2. Расовый состав населения: белые — 2 005,00 %, афроамериканцы — 94,80 %, коренные американцы (индейцы) — 2,10 %, азиаты — 1,70 %, гавайцы — 0,05 %, представители других рас — 0,36 %, представители двух или более рас — 0,70 %. Испаноязычные составляли 1,22 % населения независимо от расы.
В составе 12 878,00 % из общего числа домашних хозяйств проживают дети в возрасте до 18 лет, 18,00 % домашних хозяйств представляют собой супружеские пары, проживающие вместе, 64,90 % домашних хозяйств представляют собой одиноких женщин без супруга, 9,60 % домашних хозяйств не имеют отношения к семьям, 16,90 % домашних хозяйств состоят из одного человека, 5,30 % домашних хозяйств состоят из престарелых (65 лет и старше), проживающих в одиночестве. Средний размер домашнего хозяйства составляет 2,76 человека, и средний размер семьи — 3,08 человека.
Возрастной состав округа: 27,70 % — моложе 18 лет, 7,30 % — от 18 до 24, 33,50 % — от 25 до 44, 23,00 % — от 45 до 64, и 23,00 % — от 65 и старше. Средний возраст жителя округа — 35 лет. На каждые 100 женщин приходится 100,30 мужчин. На каждые 100 женщин старше 18 лет приходится 97,40 мужчин.
Средний доход на домохозяйство в округе составлял 45 836 USD, на семью — 49 143 USD. Среднестатистический заработок мужчины был 34 476 USD против 25 191 USD для женщины. Доход на душу населения составлял 18 882 USD. Около 5,30 % семей и 7,40 % общего населения находились ниже черты бедности, в том числе — 7,60 % молодежи (тех, кому ещё не исполнилось 18 лет) и 9,40 % тех, кому было уже больше 65 лет.